# Gerold Riedmann

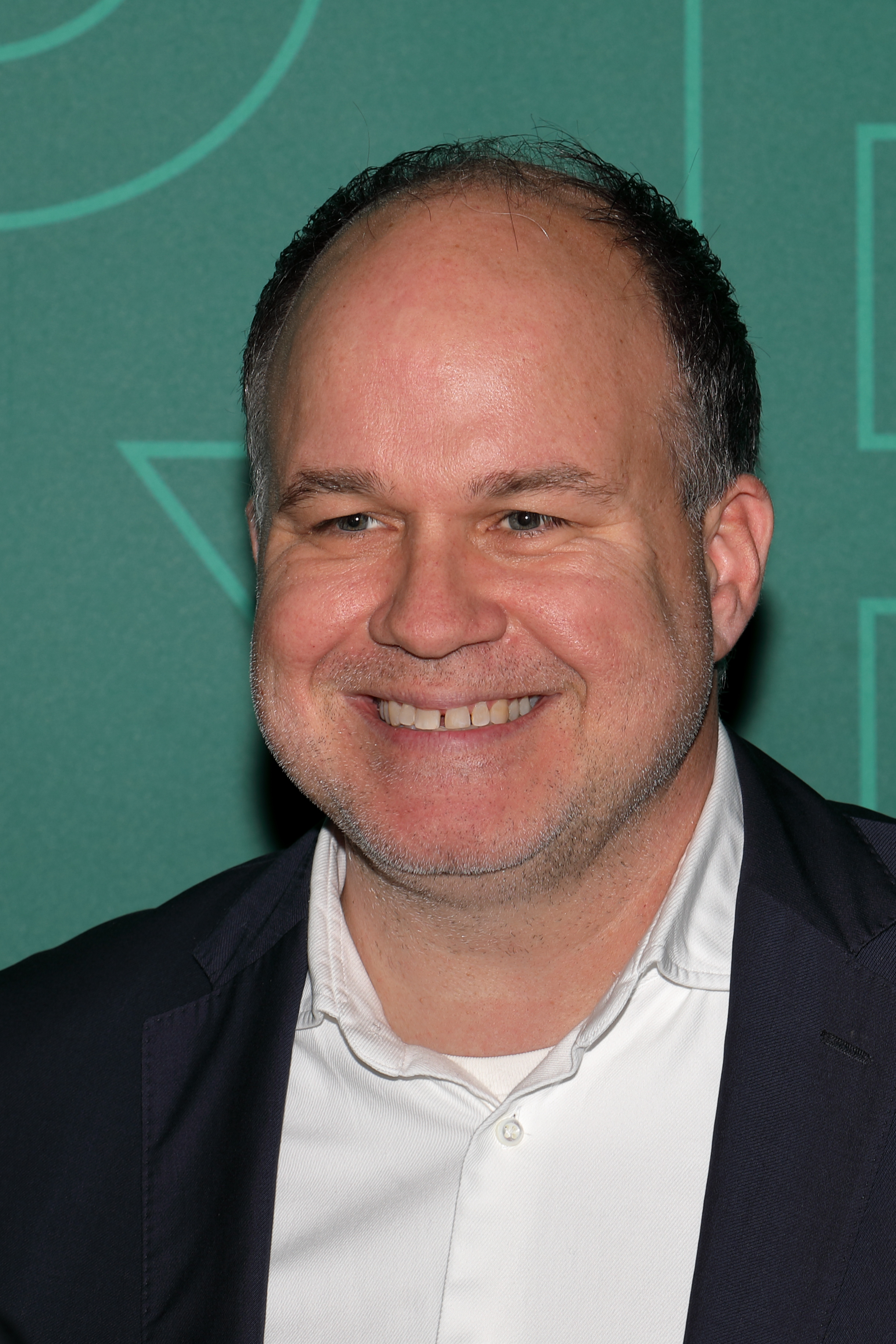
Gerold Riedmann (2024)

Gerold Riedmann (* 5. Februar 1977 in Feldkirch) ist ein österreichischer Journalist und Medienmanager. Er ist seit April 2024 Chefredakteur der österreichischen Tageszeitung Der Standard.

## Werdegang
Gerold Riedmann wuchs in der Vorarlberger Marktgemeinde Rankweil auf. Bei tv.münchen absolvierte er ab 1996 eine journalistische Ausbildung, als tv.münchen noch sein Programm über ein Programmfenster bei Sat.1 ausstrahlte. Während seiner Ausbildung war er Moderator beim privaten Münchner Radiosender Radio Gong 96.3. Von 1998 bis 2000 war er an der Ludwig-Maximilians-Universität München für den Studiengang Journalistik eingeschrieben. Ab 2000 war Riedmann Chefredakteur einer Crossmedia-Agentur, die unter anderem für den Bayerischen Rundfunk und die Frankfurter Allgemeine Zeitung arbeitete, sowie für die Website der RTL-II-Reality-Show Big Brother zuständig war. Gleichzeitig war er Moderator beim FAZ Businessradio und setzte die erste deutsche multimediale Radiosendung auf Bayern 3 auf.
Zurück in Vorarlberg war er von 2007 bis 2011 stellvertretender Chefredakteur der Tageszeitung Vorarlberger Nachrichten. 2011 absolvierte er in Chicago die Kellogg School of Management, eine Graduiertenschule für Management der Northwestern University, danach wurde er Geschäftsführer von Vorarlberg Online und der Russmedia Digital GmbH.
Im Mai 2015 wurde er Geschäftsführer von Russmedia Österreich und Chefredakteur der Vorarlberger Nachrichten. Im Oktober 2023 gaben der Herausgeber, der Vorstand und der Aufsichtsrat der linksliberalen österreichischen Tageszeitung Der Standard gemeinsam bekannt, dass Riedmann ab April 2024 die Chefredaktion dieser Zeitung übernehmen werde.

## Engagement
Riedmann war bis 2018 Mitglied des Boards des Global Editors Network (GEN). Seit 2018 war Gerold Riedmann für eine zweijährige Amtszeit Präsident der European Division der International News Media Association (INMA).

## Auszeichnungen
- 2009: Vorarlberger Journalist des Jahres. Auszeichnung durch die Fachzeitschrift Der Österreichische Journalist
- 2010: Top 10 der investigativen Journalisten Österreichs. Auszeichnung von Der Österreichische Journalist für Recherchearbeit zur Vorarlberger Testamentaffäre
- 2013: 3. Platz bei den Digital Media Europe Awards der WAN-IFRA in der Kategorie Cross Media Advertising für sein lokales Online-Marketing-Konzept impuls360[7]
- 2015: Bundesländerjournalist des Jahres. Auszeichnung von Der Österreichische Journalist[8]
- 2016: Sieger der Kategorie „Chefredakteure“ bei der Journalistenwahl des Branchenmagazins ExtraDienst
- 2019: Medienmanager des Jahres. Auszeichnung von Der Österreichische Journalist[9][10]